# Vallekilde Sogn
Vallekilde Sogn er et sogn i Odsherred Provsti (Roskilde Stift).
I 1800-tallet var Hørve Sogn anneks til Vallekilde Sogn. Begge sogne hørte til Odsherred i Holbæk Amt. Vallekilde-Hørve sognekommune blev ved kommunalreformen i 1970 indlemmet i Dragsholm Kommune, der ved strukturreformen i 2007 indgik i Odsherred Kommune.
I Vallekilde Sogn ligger Vallekilde Kirke.
I sognet findes følgende autoriserede stednavne:
- Bjergesø (bebyggelse, ejerlav)
- Bjergesø Hestehave (bebyggelse)
- Bjergesø Tangmose (bebyggelse)
- Kulhuse (bebyggelse)
- Skippinge (bebyggelse, ejerlav)
- Snavhuse (bebyggelse)
- Solbakken (bebyggelse)
- Starreklinte (bebyggelse, ejerlav)
- Vallekilde (bebyggelse, ejerlav)
- Vallekilde Huse (bebyggelse)